# L-Isla
Pour les articles homonymes, voir Isla.
L-Isla — ou plus simplement Isla — et distinguée du titre de Città Invicta et nommée aussi Città Senglea, est une localité de Malte d'environ 2 800 habitants, située dans Malte au sud de Grand Harbour face à la capitale La Valette. Isla est le lieu d'un conseil local (Kunsill Lokali) compris dans la région (Reġjun) Nofsinhar. C'est l'une des trois Cités avec Bormla et Vittoriosa.
Ses habitants sont désignés sous le nom de Sengleani.

## Origine
Isla était à l'époque du Grand Siège de 1565 défendue par le Fort Saint-Michel dont il ne reste plus que les murs de fortifications. Cette île fut jadis, du temps de l'ordre de Saint-Jean de Jérusalem, jointe à Bormla par un pont de terre, lui donnant une forme de péninsule. À cette époque, Isla était aussi un territoire de chasse.

### Toponymie
Autrefois, l'endroit était une île connue comme Isola di San Giuliano du nom d'une chapelle primitive. Le nom Isla dérive donc du mot italien Isola signifiant île.
Isla porte le nom de Città Senglea de Claude de La Sengle, grand maître de l'ordre de Saint-Jean de Jérusalem qui est à son origine. Elle reçut aussi d’eux après le Grand Siège le qualificatif de Città Invicta (Cité invaincue).

## Paroisse
Isla est connue pour sa statue miraculeuse de Jésus Christ le Rédempteur, située dans l'oratoire de la basilique dédiée à la naissance de la Vierge Marie.

## Histoire
Couvrant une aire d'à peine un demi mille carré, Isla est la plus petite localité de Malte mais c'est aussi une des plus densément peuplées. Au début du XXe siècle, elle était la ville la plus densément peuplée de toute l'Europe. Elle comptait alors près de 8 200 habitants. À l'époque, Isla était, avec Bormla, le centre intellectuel et politique de Malte. La Seconde Guerre mondiale eut tôt fait de changer sa structure sociale, car beaucoup l'abandonnèrent pour se réfugier à la campagne sans revenir par la suite. Récemment[Quand ?], la réhabilitation du front marin de la Cottonera en centre de yachting a suscité l'intérêt d'hommes d'affaires norvégiens, allemands et autrichiens, expatriés à Malte. Ceci a entraîné la rénovation de plusieurs maisons et de plusieurs autres bâtisses.

## Géographie
|  | Grand Harbour |
|  | L-Isla        |
|  | Cospicua      |

## Patrimoine et culture

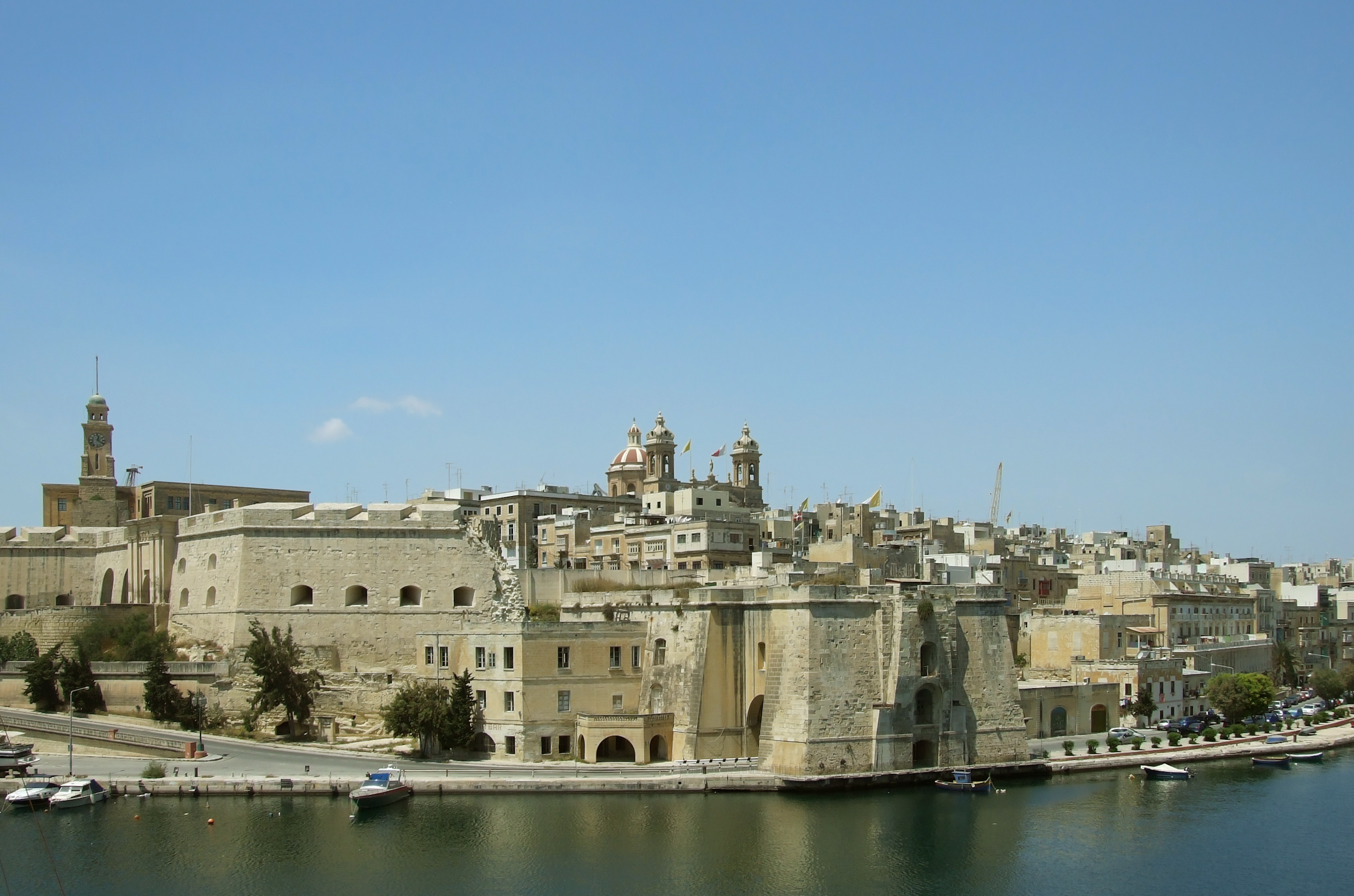
Vue générale
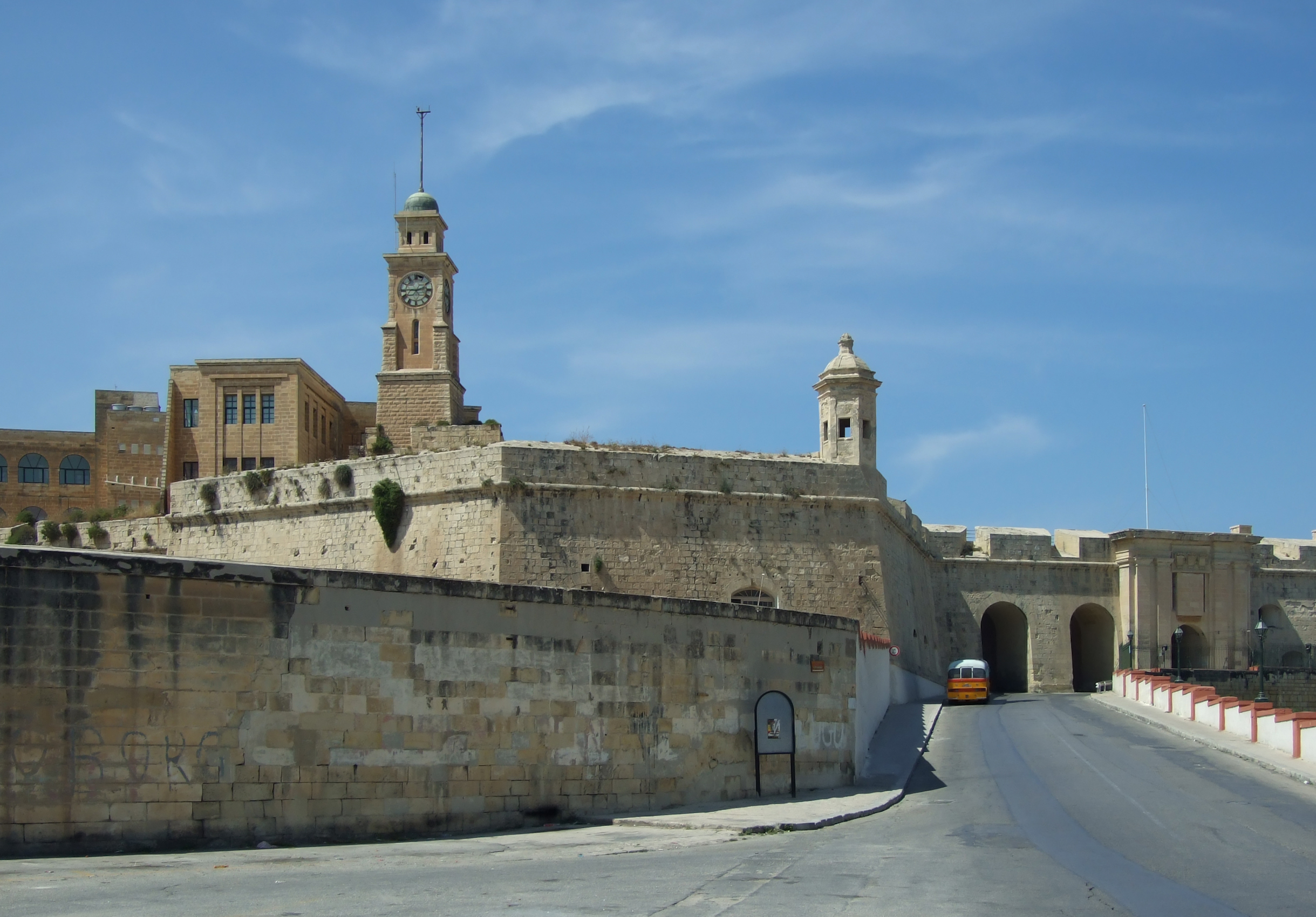
Porte de Senglea
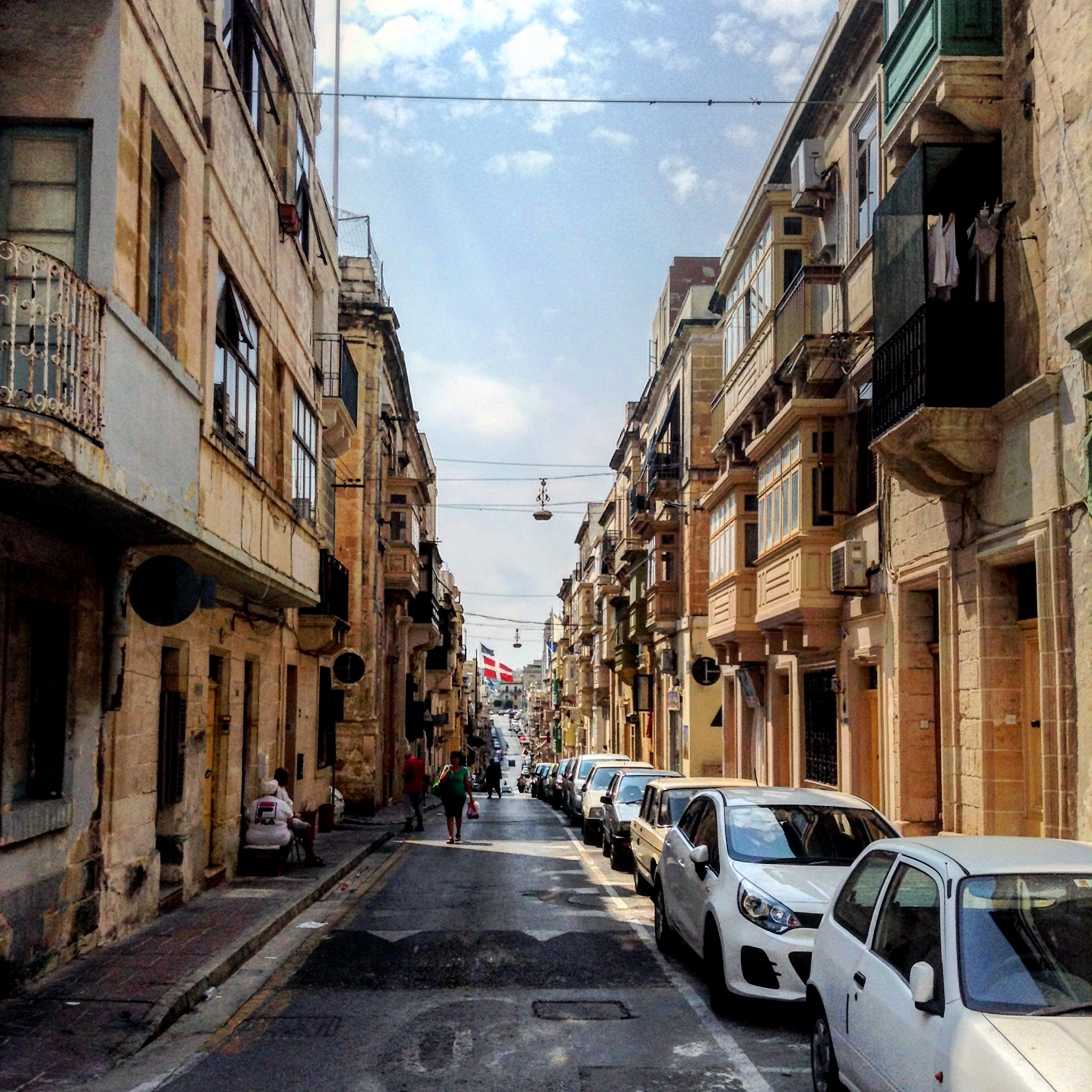
Rues de Senglea
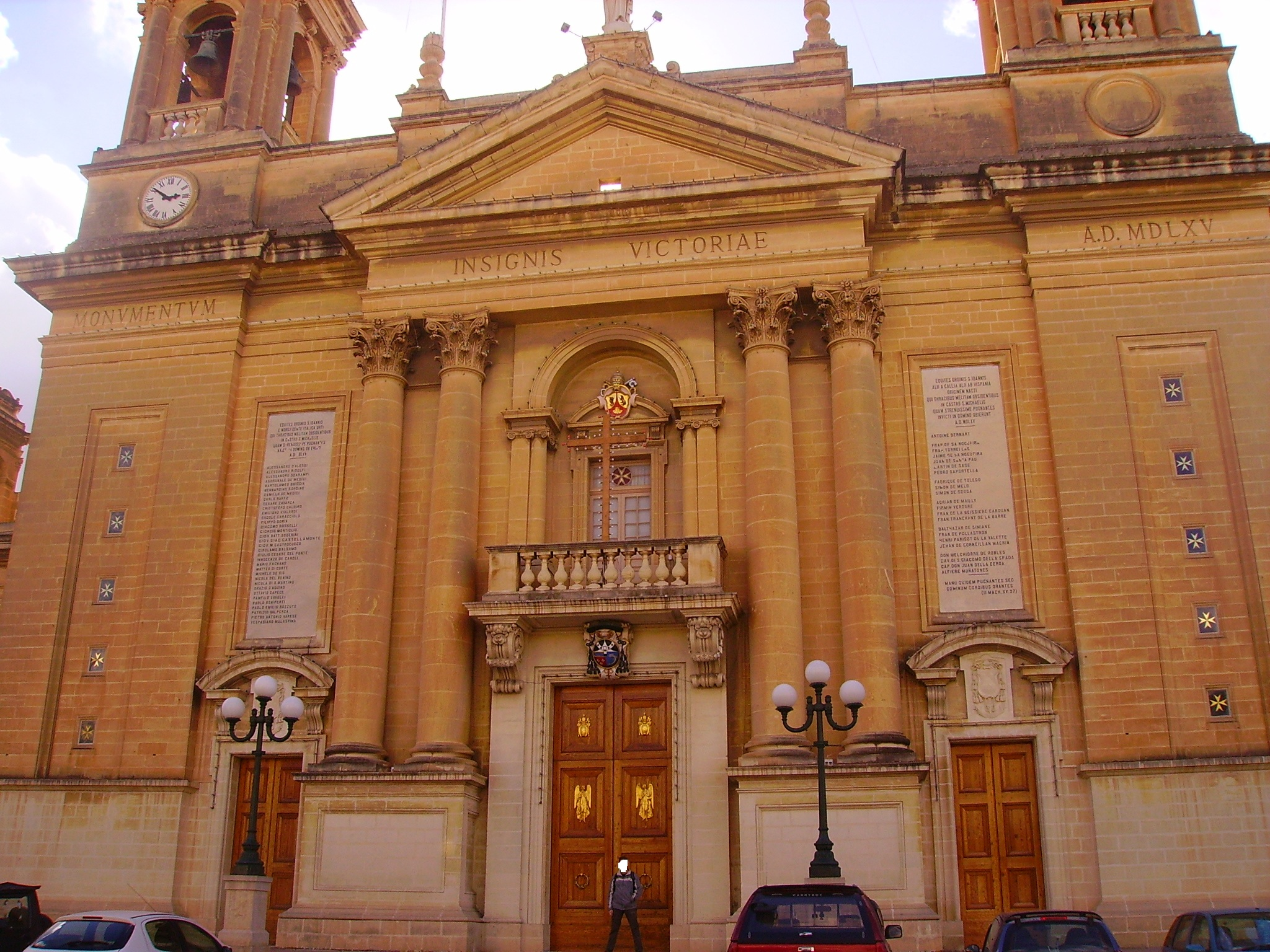
Basilique
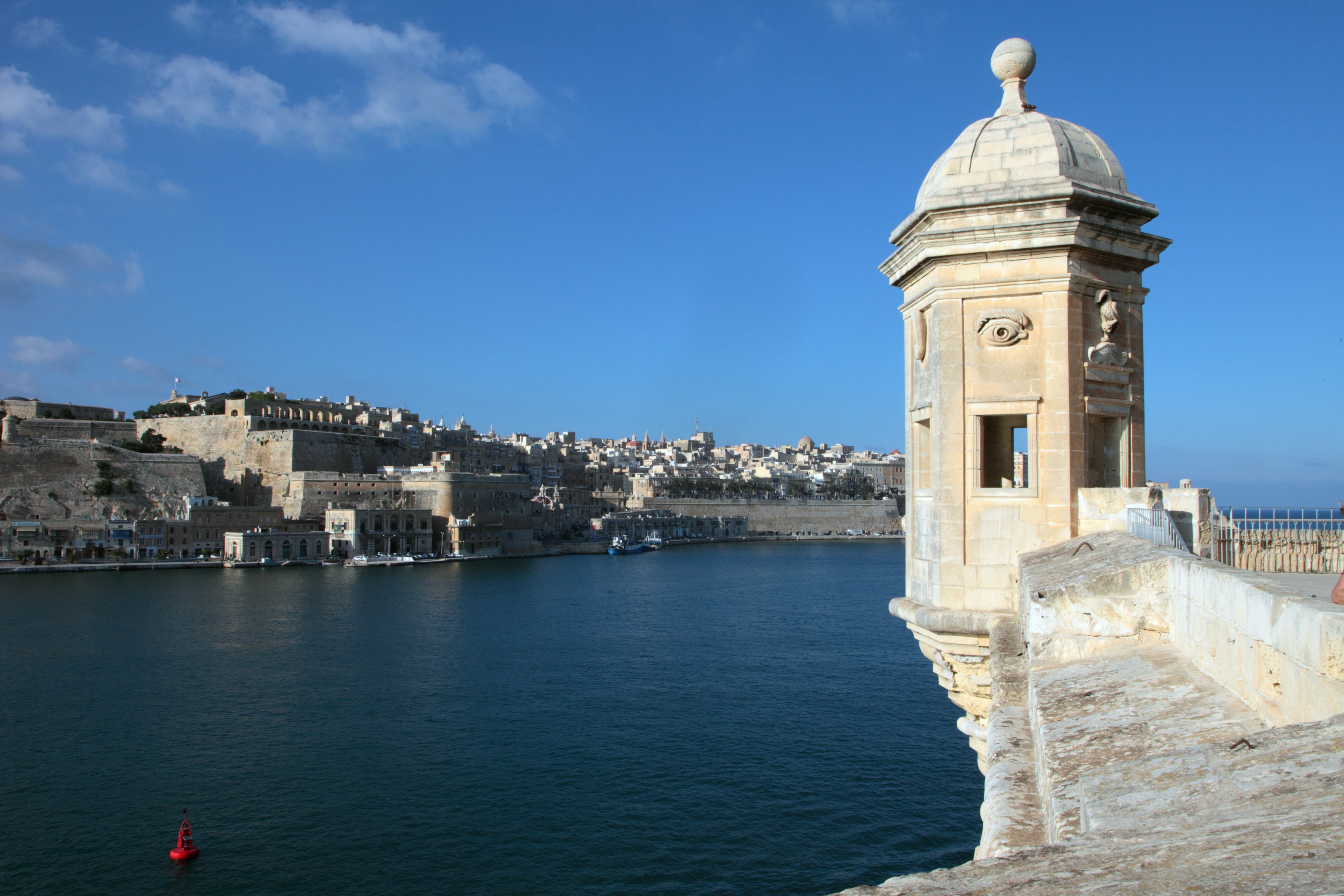
Tour, Senglea
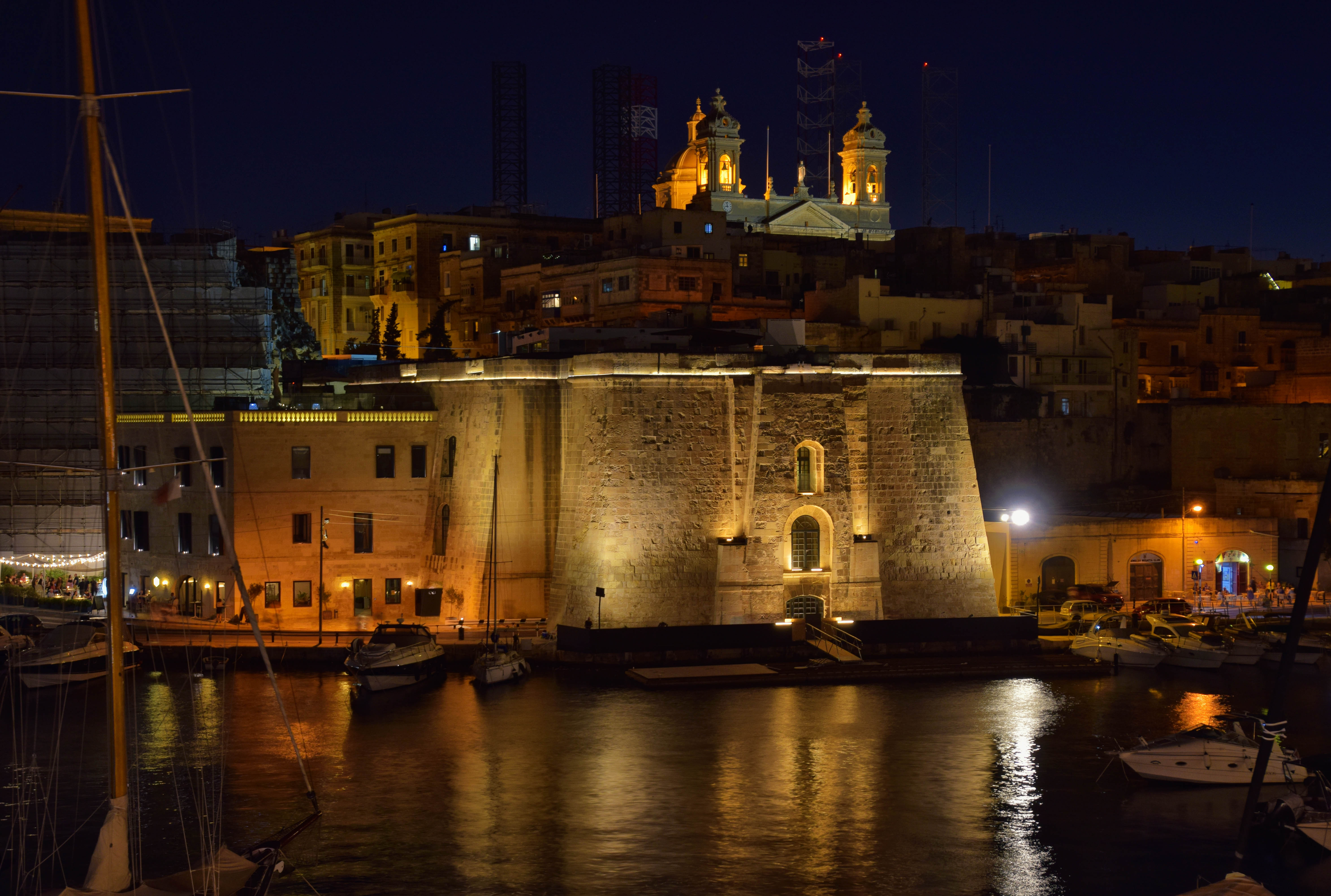
Macina à L-Isla.

### Personnes notables
- Pietro Gelalich,  corsaire d’origine dalmate, actif à Malte, est mort à Senglea en 1811.
- Andrea Debono, marchand maltais et explorateur de l'Afrique, est né à Senglea le 7 novembre 1821. Une rue porte son nom.
- Juan Bautista Azopardo (1772 - 1848), fondateur de la marine argentine en 1810.
- Andrea Debono (1821 - 1871), explorateur du Nil et de la rivière Sobat en Afrique.
- Chiara Siracusa (1976-), chanteuse maltaise, née a Senglea.

### Sport
L'équipe de football de la ville est Senglea Athletic Football Club.

## Jumelages
La ville de L-Isla est jumelée avec les villes de :
- Cassino (Italie)
- Zarasai (Lituanie)

## Sources
- (mt) Alfie Guillaumier, Bliet u Rħula Maltin (Villes et villages maltais), Klabb Kotba Maltin, Malte, 2005.
- (en) Juliet Rix, Malta and Gozo, Brad Travel Guide, Angleterre, 2013.
- Alain Blondy, Malte, Guides Arthaud, coll. Grands voyages, Paris, 1997.